# Dolichopeza nokensis
Dolichopeza nokensis är en tvåvingeart som beskrevs av Alexander 1948. Dolichopeza nokensis ingår i släktet Dolichopeza och familjen storharkrankar. Inga underarter finns listade i Catalogue of Life.